# مصطفى أوغور
مصطفي أوغور (بالتركية: Mustafa Uğur)‏ هو مدرب كرة قدم ولاعب كرة قدم تركي في مركز الدفاع، ولد في 19 يناير 1963 في قيصرية في تركيا. لعب مع كايسري سبور.

## وصلات خارجية
- هذه المقالة غير مرتبط بويكي بيانات